# Jorge Luque
Jorge Alfonso Luque Ballon (Bogotá, 4 de maio de 1936 – 13 de junho de 2024) foi um ciclista colombiano.
Representou seu país, Colômbia, no ciclismo nos Jogos Olímpicos de Verão de 1956 em Melbourne, onde terminou em oitavo na prova de estrada contrarrelógio por equipes.

## Morte
Luque morreu no dia 13 de junho de 2024, aos 88 anos.